# Gustav Adolf von Strantz
Gustav Adolf von Strantz (* 2. März 1784 in Soldin; † 14. August 1865 in Berlin) war ein preußischer Generalleutnant und Kommandant der Festung Neiße.

## Leben

### Herkunft
Er gehörte der brandenburgischen uradligen Familie Strantz an, die ursprünglich aus Thüringen stammte und sich im 14. Jahrhundert mit einem Zweig in Brandenburg niederließ. Seine Eltern waren der 1793 im Ersten Koalitionskrieg gegen das revolutionäre Frankreich gefallene preußische Major Friedrich Ferdinand von Strantz (1741–1793), Ritter des Ordens Pour le Mérite, und Louise Marianne, geborene von der Lahr (1737–1807). Sein Bruder Ludwig Heinrich Leopold (1780–1856) wurde preußischer Generalleutnant, Carl Friedrich Ferdinand (1774–1852) Oberstleutnant.

### Militärkarriere
Strantz kam am 5. Juli 1796 als Gefreitenkorporal in das Infanterieregiment „von Crousaz“ der Preußischen Armee. Mit seiner Beförderung zum Portepeefähnrich wurde er am 6. November 1798 in das Infanterieregiment „von Preußen“ versetzt und avancierte bis Ende Juli 1802 zum Sekondeleutnant. Im Vierten Koalitionskrieg kämpfte Strantz in der Schlacht bei Auerstedt sowie auf dem Rückzug im Gefecht bei Nordhausen und wurde nach der Kapitulation bei Prenzlau inaktiv gestellt.
Nach dem Frieden von Tilsit wurde Strantz am 30. Mai 1809 dem Regiment Garde zu Fuß aggregiert und am 1. September 1809 einrangiert. Am 6. Mai 1811 wurde er Premierleutnant und am 1. Juni 1811 als Stabskapitän in das Normal-Infanterie-Bataillon versetzt. Dort stieg er am 16. Januar 1813 zum Kapitän und Kompaniechef, bevor Strantz am 2. Juni 1813 in das 2. Garde-Regiment zu Fuß versetzt wurde. Dort folgte am 19. Juni 1813 seine Beförderung zum Major. Während der Befreiungskriege kämpfte er in den Schlachten bei Großgörschen, Bautzen, Dresden, Kulm, La Rothière und Paris ferner in den Gefechten bei Arbesau, Liebertwolkwitz, Kösen und Fère-Champenoise. Bei Kulm erwarb er sich den Orden der Heiligen Anna und das Eiserne Kreuz II. Klasse, bei Leipzig den Orden des Heiligen Wladimir IV. Klasse und bei Paris das Eiserne Kreuz I. Klasse sowie das Ritterkreuz des Militär-Karl-Friedrich-Verdienstordens.
Am 2. Oktober 1815 wurde er zum Oberstleutnant befördert und dem 2. Garde-Regiment zu Fuß aggregiert, bevor er am 5. Oktober 1815 als Adjutant von General von Zieten zum mobilen Armeekorps nach Frankreich kam. Am 9. Oktober 1817 erhielt Strantz den Orden Pour la vertu militaire sowie am 26. Oktober 1818 den Johanniterorden, den Orden der französischen Ehrenlegion und blieb weiter zur Verfügung des Königs. Noch am 20. Februar 1819 wurde er persönlicher Adjutant des General von Zieten, blieb aber dem 2. Garde-Regiment zu Fuß aggregiert. Von Ende September 1819 bis Ende März 1821 war Strantz zum 1. Kürassier-Regiment kommandiert. Im Anschluss daran wurde er der Adjutantur und am 30. März 1822 mit Patent vom 6. April 1822 zum Oberst befördert. Im Jahr 1825 erhielt er das Dienstkreuz, bevor er am 30. März 1826 zum Kommandeur des 10. Infanterie-Regiments ernannt wurde. Daran schloss sich ab dem 30. März 1832 eine Verwendung als Kommandeur der 1. Garde-Landwehr-Brigade an und in dieser Stellung wurde Strantz am 30. März 1833 zum Generalmajor befördert. Am 30. März 1838 wurde er als Erster Kommandant in die Festung Neiße versetzt. Unter Verleihung des Charakters als Generalleutnant wurde er am 30. März 1842 mit der gesetzlichen Pension zur Disposition gestellt. Nach seiner Verabschiedung erhielt Strantz am 23. April 1842 des Kommandeurskreuz I. Klasse des Guelphen-Ordens sowie am 24. April 1852 den Stern zum Roten Adlerorden II. Klasse mit Eichenlaub. Er starb am 14. August 1865 in Berlin und wurde drei Tage später zur Beisetzung nach Dyhernfurth (Kreis Wohlau) überführt.
In seiner Beurteilung im Jahr 1831 schrieb General von Block: „Ein Mann von Verstand und viel geistiger Gewandtheit, diensteifrig und voll des bestens Willens, Gutes zu wirken. Das Regiment, welches er kommandiert, ist in einer sehr guten disziplinarischen Ordnung. Auf welcher Stufe militärischer Ausbildung es steht, vermag ich noch nicht zu beurteilen. Sehr vorteilhaft zeichnet es sich durch seine ganz vorzüglichen ökonomischen Einrichtungen aus, ein Verdienst, welches besonders der Tätigkeit und den zweckmäßigen Anordnungen des Obersten von Strantz zu danken ist. Derselbe hat vom November vorigen Jahres bis zu, Juni dieses Jahres ein sehr mühevolles Kommando an der schlesisch-polnischen Grenze gehabt, und, wie ich gehört, solchen zur Zufriedenheit seiner höchsten Vorgesetzten vorgestanden.“

### Familie
Strantz heiratete am 10. März 1819 in Neustadt (Oberschlesien) Luise Dorothea Johanna Ebing (* 10. Mai 1787; † 4. August 1845). Aus der Ehe, die am 22. Mai 1832 geschieden wurde, gingen zwei Kinder hervor:
- Gustav Adolf (* 25. März 1807; † 25. Mai 1824)
- Adolf Gustav (* 16. Juni 1809; † 17. März 1873) ⚭ 1842 Louise von Tippelskirch (* 2. März 1823; † 8. Januar 1909), Tochter von Ernst Ludwig von Tippelskirch

Am 28. Juli 1833 heiratete Strantz in Dyhernfurth Antoinette Charlotte Luise Franziska Fanny Gräfin von Maltzahn (* 23. September 1790; † 25. März 1849). Sie war die Witwe des preußischen Generalleutnants Gustav Kalixt von Biron (1780–1821) und Herrin auf Dyhernfurth.